# 투각

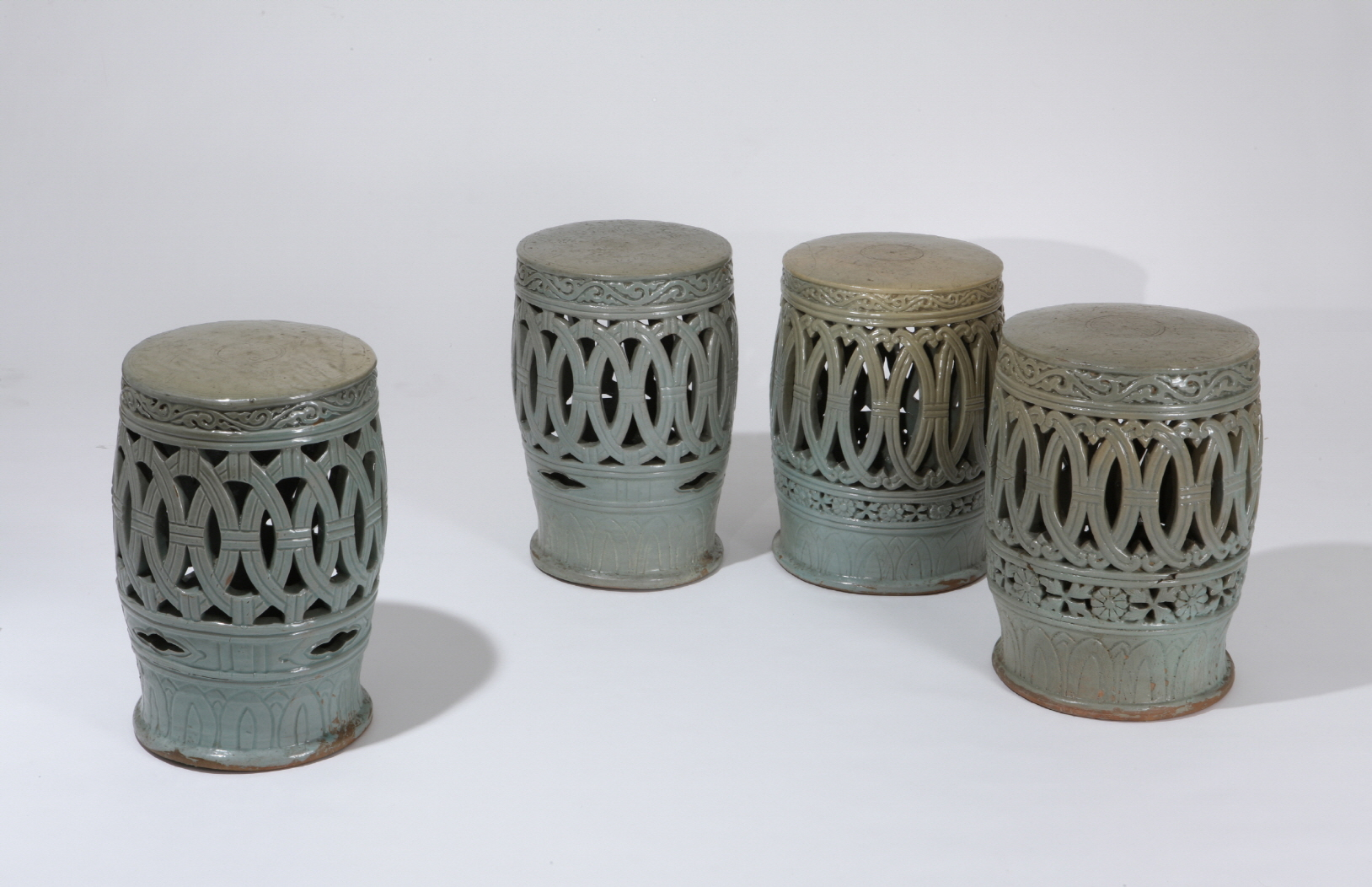
투각 기법이 사용된 청자 투각고리문 의자. 대한민국 보물 제416호. 이화여자대학교 박물관 소장.

투각(透刻)은 조각 기법의 중 하나로 재료의 면을 도려내거나 깎아서 원하는 무늬를 나타내는 것을 말한다. 보통은 원하는 시문 부분만 남기고 나머지 배경을 모두 구멍을 뚫는데 경우에 따라서 이와 반대로 시문 부분만 뚫을 수도 있다. 이 장식기법을 사용하는 재료는 다양하여 도자기, 목가구 등에 모두 사용된다.